# Noriaki Sugiyama
Noriaki Sugiyama (杉山 紀彰?, Sugiyama Noriaki; Tokyo, 9 marzo 1974) è un doppiatore giapponese.

## Doppiaggio

### Anime
In grassetto i ruoli più importanti:
- Kuroshitsuji (William T.Spears)
- Bleach (Uryū Ishida)
- Boogiepop Phantom (Tetsu Yabe)
- Code Geass: Lelouch of the Rebellion (Rivalz Cardemonde)
- Damekko Dōbutsu (Usahara)
- Dark Shell (Fukushima)
- Fate/stay night (Shirō Emiya)
- Fate/kaleid liner Prisma Illya (Shirō Emiya)
- Fate/stay night: Unlimited Blade Works (Shirō Emiya)
- Full Metal Panic? Fumoffu (Crewman)
- Fushigiboshi no futago-hime Gyu! (Hills)
- Jigoku shōjo (Mamoru Hanagasa)
- Kamichu! (Inu-Oshu/dog priest)
- Koutetsu Sangokushi (Chouun Shiryuu)
- The Law of Ueki (Ancho Kabara)
- Mahō tsukai Pretty Cure! (Oruba)
- Mirage of Blaze (Additional voice)
- Mob Psycho 100 II (Ryo Shimazaki)
- Moyashimon (Takuma Kawahama)
- Naruto (Sasuke Uchiha)
- Ōkiku Furikabutte (Junta Takase)
- ReLIFE (Akira Inukai)
- Saiunkoku Monogatari (Shōrin e Santa)
- Sentō Yōsei Yukikaze (Ito)
- Axis Powers Hetalia (England - Arthur Kirkland)
- One Piece (Vinsmoke Ichiji)
- Hagure yūsha no estetica (Phil Barnett)
- Norn9 (Akito Shukuri)
- Hoozuki no reitetsu (Koban)
- Spiderman into the spiderverse (narratore)
- Today's Menu for the Emiya Family (Shirō Emiya)
- BOFURI (Chrom)

### Videogiochi
- Sasuke Uchiha in tutti i giochi di Naruto, Battle Stadium D.O.N,  J-Stars Victory VS+ e Jump Force
- Shirō Emiya in Fate/stay night [Réalta Nua], Fate/tiger colosseum, Fate/unlimited codes, Fate/hollow ataraxia e Everyday: Today's Menu for Emiya Family
- Rakiel Ijuin in The Guided Fate Paradox
- Seikichi in Muramasa Rebirth
- Alce in Conception II: Children of the Seven Stars
- Bruno Bucciarati in JoJo's Bizarre Adventure: All Star Battle e JoJo's Bizarre Adventure: Eyes of Heaven
- Grim in Disney: Twisted Wonderland
- Vyce Bozeck in Tactics Ogre: Reborn
- Kinich in Genshin Impact